# Bob Schul
Robert "Bob" Keyser Schul (West Milton, 28 de setembro de 1937 – Middletown, 16 de junho de 2024) foi um corredor de meio-fundo norte-americano, campeão olímpico dos 5 000 metros em Tóquio 1964.

## Biografia
Schul nasceu asmático, uma deficiência respiratória que o perseguiria por toda sua carreira. Começou a correr ainda criança contra seus irmãos em revezamentos chamados de "indígenas", em que cada um começava a correr no fundo do grupo e tinha que passar à frente dos outros, assim se sucedendo enquanto a corrida durasse. Seu irmão Larry declarou que isso seria usado como tática por Schul em toda sua carreira, vencer vindo de trás. Começando na escola básica, continuou correndo na Miami University, em Ohio, onde quebrou o recorde da milha da universidade, quando cursava o segundo ano.
Ele se alistou na Força Aérea e durante um ano limitou seus treinos por causa do aprendizado militar. Em 1960, designado para servir na base da USAF em Oxnard, na Califórnia, descobriu que seu comandante na base era Max Truex, um fundista de nível internacional, que havia sido sexto colocado nos 10 000 m em Roma 1960. Treinando na base com Truex, ele competiu no campeonato nacional e ficou em 5º lugar nos 1500 metros. Em 1961, Truex introduziu Schul ao técnico húngaro Mihály Iglói e sob sua orientação Schul ficou em terceiro nos 3 000 m steeplechase no campeonato nacional. Apesar de boas corridas em 1962, no meio do ano ele foi diagnosticado com mononucleose e obrigado a passar três meses no hospital da Força Aérea. Recuperado, ainda naquele ano se tornou o campeão norte-americano das 3 milhas em pista coberta. Selecionado para a equipe de atletismo dos Estados Unidos que disputou os Jogos Pan-americanos de 1963, em São Paulo, ficou com a medalha de bronze nos 5 000 metros.

## Tóquio 1964
De volta à Miami University no fim de 1963, Schul continuou a usar os métodos de treinamento de Iglói, com algumas inovações. No começo do ano, disputando os campeonatos indoor, ele quebrou o recorde norte-americano das 2 milhas e derrotou por duas o recordista mundial dos 10 000 m, Ron Clarke, da Austrália. Na primavera, ele teve resultados expressivos, derrotando corredores americanos já consagrados e quebrando o recorde mundial para as 2 milhas e o recorde nacional para os 5.000 m – 13m38s – o melhor tempo do mundo naquele ano. Venceu o USA Outdoor Track and Field Championships, que o qualificou para os Jogos.
Pela primeira vez as revistas especializadas americanas Track and Field News e Sports Illustrated previram a vitória de um norte-americano na prova olímpica, já que Schul chegou à Tóquio como recordista mundial das 2 milhas e tendo o melhor tempo do ano nos 5.000 metros. A final olímpica foi disputada debaixo de forte chuva. Na última volta, parecia que o francês Michel Jazy conquistaria a vitória, correndo cinco metros à frente dos demais atletas. Mas na última curva, Schul, com sua tática desde seus tempos de criança, acelerou vindo de trás e ultrapassou o francês a 50 metros da linha de chegada, fechando a prova em 13m48s8. Sua medalha de ouro, ocorrida alguns dias depois do compatriota Billy Mills vencer os 10.000 m de maneira inesperada, deu aos Estados Unidos uma inesperada e nunca mais repetida dobradinha nas duas corridas de longa distância em pista dos Jogos Olímpicos.

## Morte
Schul morreu no dia 16 de junho de 2024, aos 86 anos.